# ロビー・ヴァレンタイン
ロビー・ヴァレンタイン（Robby Valentine、1968年12月4日 - ）は、オランダ出身のロック・アーティストである。
クイーンの影響を強く受けた、メロディアスかつシアトリカルなロックサウンドを主体としており、とりわけ日本で高い人気を誇る。

## 略歴
オランダ・ヒルフェルスムに生まれる。幼少期より母親の影響で6歳でピアノを習い始めると共に、テレビでクイーンのシンガー、フレディ・マーキュリーのパフォーマンスに強い影響を受け、8歳にはギターを始める。そして14歳で初めてのバンドを結成し、ミュージシャンとしての一歩を踏み出す。
1987年に、同じくオランダ出身でのちにホワイトスネイクに加入したことで知られるエイドリアン・ヴァンデンバーグが結成した4人組ロックバンド、ヴァンデンバーグのシンガーだったピーター・ストライクス率いるファースト・アヴェニューに加入するが、メンバーとの意見の相違から脱退。のちにソロ・アルバムのレコーディングを開始し、本格的活動を開始しようとしていた最中に、当時、オランダのポリグラム・レコードとディールを交わしていたジナトラに加入を打診され、同バンドの2作目となるアルバム『グレイト・エスケイプ』に参加するが、程なくして脱退する。
1991年にシングル「Over And Over Again」でソロ・デビューし、母国オランダのナショナル・チャートで上位にランクされるヒットとなり、また自身ですべての楽器を演奏してつくり上げたデビュー・アルバム『ロビー・ヴァレンタイン』もヒット。1993年にソロ2作目となるアルバム『マジック・インフィニティ』が発売されると、日本の輸入盤CD店において人気が高まり、1994年には日本国内でのデビューを果たし、プロモーションとして国内主要都市6ヶ所でピアノの弾き語りを中心としたイベントを開催。同年9月にはこの時のプロモーション・ライブ音源とデモ曲を収録した『ライヴ&デモス』を日本国内のみで発売した。この頃から、自身が音楽活動する際の名義を「ヴァレンタイン (Valentine)」に改めている（この他、1995年には同年1月に起こった阪神・淡路大震災の被災者へのチャリティCD『ハンド・イン・ハンド (Hand In Hand - We Keep The Faith Together)』も発表されている）。
1995年10月には3作目となるアルバム『ヴァレンタイン』を発表。翌1996年3月には初の来日公演をおこなう。そのままオランダへ戻り、当初同年10月発表予定だったソロ4作目の曲づくりを進めるが、思うように進まなかったため、刺激を得るべく、レコード会社の厚意で同年9月から10月まで大阪に滞在、そこで見たチャイコフスキーのピアノ・コンチェルトに大いに触発され、1997年6月にソロ4作目となるアルバム『ヴァレンタイン 4 - ユナイテッド』を発表する。しかし、この直前に父親を亡くしたことや、また日本国内では、こうしたメロディアス・ハードロック・タイプのサウンドを好むリスナーが多数存在する土壌がある一方で、世界的な音楽シーンは、当時R&B/ヒップホップ全盛時代にあったため、こうしたタイプのサウンドをクリエイトするバンド及びアーティストは世界的に不遇の状況にあり、アルバム契約が取れない、また新作を書き上げても、発表されずにオクラ入りする、というケースが相次いだため、同作品以降、日本のレコード会社（当時の契約元はポリドール）と直接的な契約を交わしての発表となった。
1998年9月には、アルバム『ノー・シュガー・アディッド』を発表。父を亡くした影響や、前作が神々し過ぎた内容の反省からか、デビュー作以来すべてのインストゥルメンタルを1人で担当している。
2000年11月、アルバム『ビリーヴィング・イズ・シーイング』を発表。しかし世界的な音楽シーンはこうしたメロディアスハードロックを受け入れるだけの余裕はなく、これも日本のみでの発売となった。
2006年6月にアルバム『ザ・モスト・ビューティフル・ペイン - 愛憎美劇』を、翌2007年6月にアルバム『フォーリング・ダウン・イン・ミスアンスロポリス』を発表している。また2008年12月には初のベスト盤となる『アンドロジニアス:フューチャー&パスト』を発表したが、こちらの作品については、内容的に賛否両論がある。
またこれと前後して、同じくオランダ出身のアーティスト、ヴァレンシアとコラボレーションしたアルバム『V (ヴァレンシア / ヴァレンタイン)』を1999年に、2作目となる『ヴァレンタイン vs ヴァレンシア』を2002年にそれぞれ発表している。
長らく新作が発売されていなかったが、クイーンのカバー・アルバム『The Queen Album』とアルバム『Bizarro world』という自主制作盤をセットにした『アール・ヴィー』が8年ぶりに日本国内発売。2017年1月に18年ぶりの来日公演を行った。
海外ではイタリアのフロンティアーズ・レコードと契約。2018年には、10作目(ベスト・アルバムとカバー・アルバムを除く)にあたるアルバム『ジ・アライアンス』を発表している。

## ディスコグラフィ

### アルバム
- 『ロビー・ヴァレンタイン』 - Robby Valentine (1991年)
- 『マジック・インフィニティ』 - The Magic Infinity (1993年)
- 『ヴァレンタイン』 - Valentine (1995年) ※以下、Valentine名義
- 『ヴァレンタイン 4 - ユナイテッド』 - Valentine4 United (1997年)
- 『ノー・シュガー・アディッド』 - No Sugar Added (1998年)
- 『ビリーヴィング・イズ・シーイング』 - Believing Is Seeing (1999年)
- 『ザ・モスト・ビューティフル・ペイン - 愛憎美劇』 - The Most Beautiful Pain (2000年)
- 『フォーリング・ダウン・イン・ミスアンスロポリス』 - Falling Down In Misanthropolis (2006年)
- 『アンドロジニアス:フューチャー&パスト』 - Androgenius (2008年) ※コンピレーション
- The Queen Tribute 1 (2012年) ※カバー・アルバム
- The Queen Tribute 2 (2013年) ※カバー・アルバム
- The Queen Album (2014年) ※上記『The Queen Tribute』の1と2を1枚にしたカバー・アルバム
- Bizarro world (2014年)
- 『ジ・アライアンス』 - The Alliance (2018年)
- 『Separate Worlds』 Separate Worlds (2020年)
- 『The BEAGTLES ALBUM』 THE BEATLES ALBUM (2021年)
- 『THE BLACK DOG ALBUM』 THE BLACK DOG ALBUM (2022年)
- 『エンブレイス・ジ・アンノウン』 EMBRACE THE UNKNOWN (2023年)

### 日本のみの企画盤
- 『ライヴ&デモス』 - Live&Demos (1994年) ※ライブ音源3曲、デモ音源3曲のEP
- 『ハンド・イン・ハンド』 - Hand In Hand (1995年) ※4曲入EP
- 『アール・ヴィー』 - RV (2016年)  ※『The Queen Album』と『Bizarro world』をリマスター＆ボーナストラック追加してパッケージしたもの。

### V (ヴァレンシア / ヴァレンタイン)
- 『V (ヴァレンシア / ヴァレンタイン)』 - Valensia/Valentine (1999年)
- 『ヴァレンタイン vs ヴァレンシア』 - Valentine vs Valensia (2002年)